# بوروسيا مونشنغلادباخ 12–0 بوروسيا دورتموند
في 29 أبريل 1978، ضمن الجولة الأخيرة من موسم الدوري الألماني 1977–78، لعب بوروسيا مونشنغلادباخ ضد بوروسيا دورتموند، وهو مرشح للفوز بالدوري الألماني. مع العلم أنه في حال فوز كولن خارج أرضه على سانت باولي، فسيحتاج مونشنغلادباخ للفوز بفارق يتجاوز عشرة أهداف. انتهت المباراة بنتيجة 12–0، وهو أكبر فارق فوز في الدوري الدوري، بالتساوي مع أربع مباريات أخرى. إلا أن كولن تغلب على سانت باولي بنتيجة 5–0 ليتوج بطلاً.

## خلفية
دخل بوروسيا مونشنغلادباخ المباراة مع بوروسيا دورتموند بصفته حامل لقب الدوري الألماني في الموسم السابق. بعد فوزه بمباراتين فقط من أصل سبع مباريات في الدوري في خريف عام 1977، تمكن من الوصول إلى المركز الثاني في الجدول بعد 22 مباراة. مع الوصول إلى الجولة الأخيرة من المباريات، وصلت بطولة الدوري إلى الحد الأقصى من التنافس مع تساوي مونشنغلادباخ ومنافسه في منطقة راين-رور نادي كولن في النقاط، لكن كولن كان لديه فارق أهداف أعلى بكثير يصل إلى +10.
من ناحية أخرى، كان بوروسيا دورتموند يكافح من أجل تثبيت أقدامه في موسمه الثاني على التوالي في الدوري الألماني الدرجة الأولى بعد الصعود في عام 1976. قبل ثلاث مباريات، ضمن النادي مكانه في الدوري الألماني للعام التالي بفوزه 2–0 خارج أرضه على شالكه 04. كان هورست بيرترام، حارس مرمى دورتموند الأول، قد تعافى لتوه من الإصابة، لكن مدرب دورتموند، أوتو ريهاغل، قرر البدء بحارس المرمى الثاني بيتر إيندرولات، مانحًا إياه فرصة الظهور. مع ذلك، أُبلغ إيندرولات صباح يوم المباراة بأن عقده لن يُمدد بعد نهاية الموسم.
تعادل الفريقان 3–3 في الملعب الفيستفالي في دورتموند في ديسمبر 1977، حيث لم يحصل مونشنغلادباخ إلا على نقطة واحدة بهدف التعادل في الدقيقة 89.

## المباراة

### الملخص
حضر 38،000 مشجع إلى ملعب الراين في دوسلدورف، حيث كانت أعمال التجديد مستمرة في ملعب بوكيلبيرجستاديون، الملعب المعتاد لمونشنغلادباخ. أدار المباراة الحكم فرديناند بيورسي.
على الرغم من أن مونشنغلادباخ لم يكن يتوقع الفوز بما كان سيكون لقبه السادس في الدوري الألماني،[بحاجة لمصدر] إلا أنه كان متحمسًا للغاية قبل المباراة.[بحاجة لمصدر] منح يوب هاينكس الفريق المضيف التقدم بعد مرور دقيقة واحدة فقط من وقت اللعب وفي الدقيقة 32، جعل النتيجة 5–0 بهدفه الثالث في المباراة مكملًا ثلاثيته. كانت النتيجة 6–0 في نهاية الشوط الأول.

ألقى أوتو ريهاغل حديثًا موجزًا للاعبيه خلال الشوط الأول، داعيًا الفريق إلى اللعب من أجل شرفهم. لم يُجرَ أي تبديل لعدم رغبة أي لاعب من البدلاء في دخول الملعب. سأل ريهاغل إندرولات إن كان يرغب في استبداله، لكن حارس مرمى دورتموند قال إنه لا يمانع في الاستمرار في اللعب. لكنه استنتج لاحقًا أن هذا كان قرارًا خاطئًا:
عندما أفكر في الأمر اليوم، أُدرك أنه كان يجب عليّ مغادرة الملعب بين الشوطين. حينها، على الأقل، كان هورست بيرترام سيستقبل ستة أهداف في مرماه. أنا متأكد تمامًا من ذلك. ينسى معظم الناس أنني تصدّيت للعديد من التسديدات، على الأقل تلك التي كان من الممكن تصدّيها.— بيتر إيندرولات

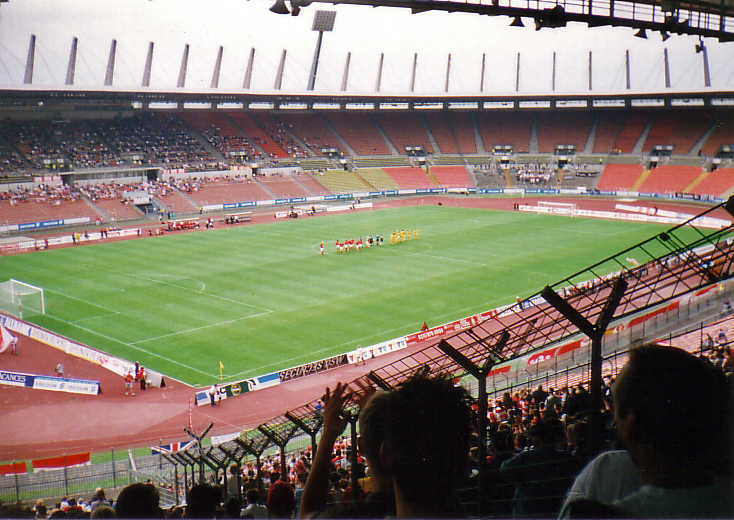
ملعب الراين في دوسلدورف، مسرح فوز بوروسيا مونشنغلادباخ القياسي في الدوري الألماني

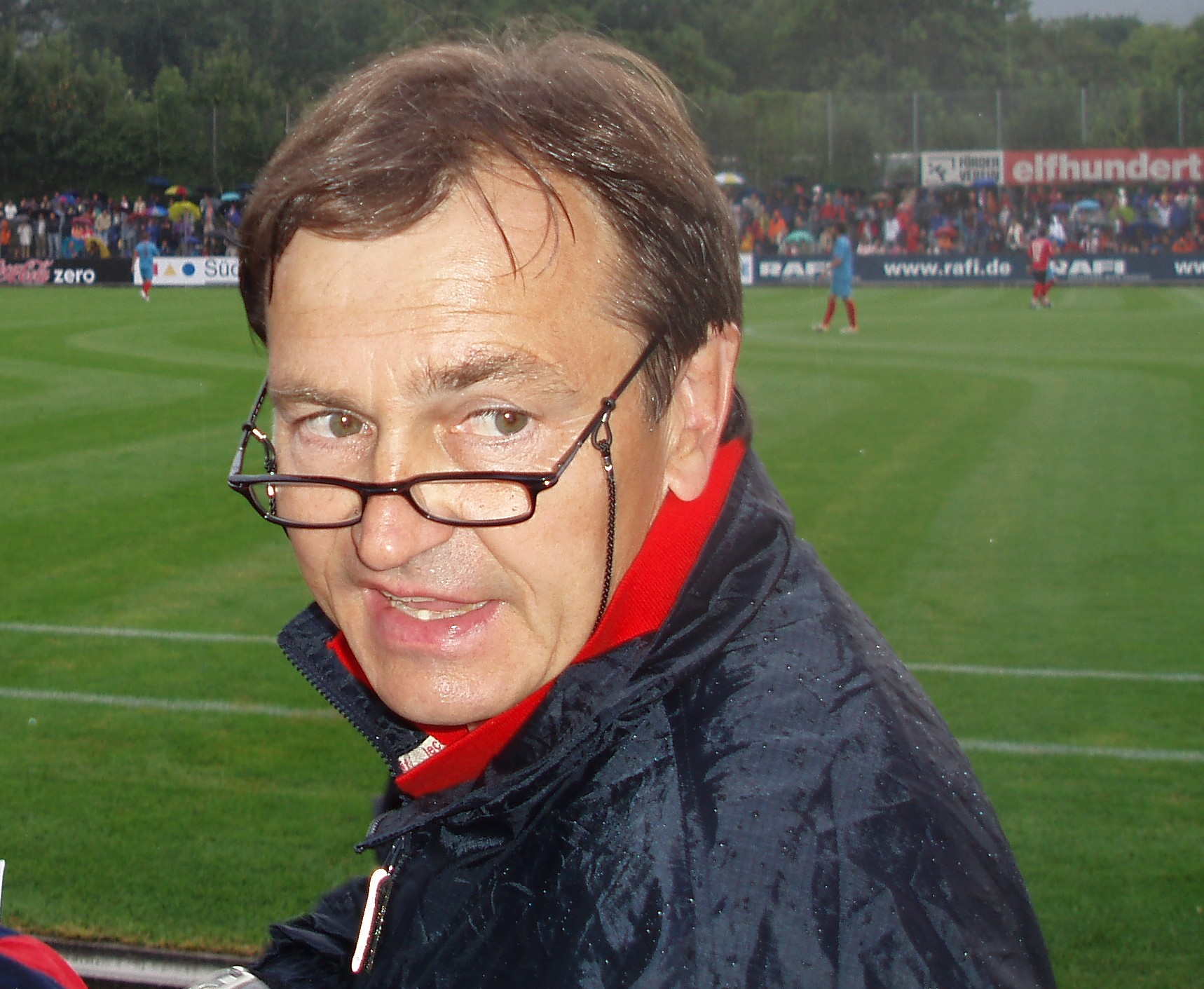
دخل ايوالد لينين من مقاعد البدلاء ليسجل الهدف قبل الأخير في الفوز 12–0

في الشوط الثاني، لم يتوقف سيل تسديدات مونشنغلادباخ على المرمى. سجّل هاينكس وكارستن نيلسن الهدفين السابع الثامن عند مرور ساعة من زمن المباراة، وفي ذلك الوقت طلب أوتو ريهاغل من سيغفريد هيلت الإحماء والاستعداد لدخول الملعب، لكن هيلد رفض قائلاً: "أيها المدرب، هل تعتقد حقًا أنني أستطيع إحداث فرق في نتيجة المباراة؟" بعد ذلك بوقت قصير، سجّل كارل ديل هاي الهدف التاسع.
كان الجمهور يسأل من مقاعد البدلاء عن عدد الأهداف الإضافية التي نحتاجها للتفوق على كولن والفوز باللقب. وبينما كانت النتيجة 9–0، كانوا يريدون ثلاثة أهداف أخرى، فأجبتهم: "هل جننتم؟"— يوب هاينكس
بعد أهداف إضافية من هاينكس، والبديل ايوالد لينين، وكريستيان كوليك، انتهت المباراة بنتيجة 12–0. ونظرًا لعدم وجود جامعين للكرات في سبعينيات القرن الماضي، اضطر الحكم إلى الذهاب لإحضار الكرات التي دخلت إلى مرمى دورتموند.

### التفاصيل
| بوروسيا مونشنغلادباخ                                                                                  | 12–0  | بوروسيا دورتموند |
| --- | ----- | ---------------- |
| - هاينكس 1'، 12'، 32'، 59'، 77' - نيلسن 13'، 61' - يل هاي 22'، 66' - فيمر 38' - لينين 87' - كوليك 90' | تقرير |                  |

| بوروسيا مونشنغلادباخ | بوروسيا دورتموند |

| GK         | 1  | فولفغانغ كليف       |  |     |
| CB         | 2  | بيرتي فوغتس         |  |     |
| CB         | 4  | هانس غورجين ويتكامب |  |     |
| CB         | 3  | ويلفريد هانيز       |  |     |
| RM         | 6  | هورست وولرز         |  |     |
| CM         | 10 | كريستيان كوليك      |  |     |
| CM         | 8  | هربرت فيمر          |  |     |
| LM         | 5  | كارستن نيلسن        |  |     |
| RW         | 9  | كارل ديل هاي        |  |     |
| CF         | 11 | يوب هاينكس          |  |     |
| LW         | 7  | ألان سيمونسن        |  | 77' |
| التبديلات: |    |                     |  |     |
| MF         | 13 | ايوالد لينين        |  | 77' |
| المدرب:    |    |                     |  |     |
| أودو لاتيك |    |                     |  |     |

| GK          | 1  | بيتر إيندرولات    |
| RB          | 3  | أماند تیس         |
| CB          | 2  | فيرنر شنايدر      |
| CB          | 4  | لوتار هوبر        |
| LB          | 5  | هربرت ماير        |
| RM          | 7  | بورکهارد سغلر     |
| CM          | 6  | ميركو فوتافا      |
| CM          | 11 | هانس خواكيم فاغنر |
| LM          | 8  | مانفريد بورغسمولر |
| CF          | 9  | فولفجانج فرانك    |
| CF          | 10 | بيتر جيير         |
| المدرب:     |    |                   |
| أوتو ريهاغل |    |                   |

| رجل المباراة: يوب هاينكس (بوروسيا مونشنغلادباخ) |

## بعد المباراة

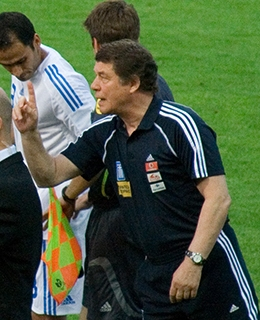
تم إقالة مدرب بوروسيا دورتموند أوتو ريهاغل في اليوم التالي للمباراة

على الرغم من فوزه بنتيجة 12–0، فقد مونشنغلادباخ لقب الدوري بعد فوز كولن على سانت باولي بنتيجة 5–0 في هامبورغ وتوج بطلاً بفضل فارق أهدافه. ساور جماهير سانت باولي الشك عند سماعهم نتيجة مباراة مونشنغلادباخ ، وبدأوا بتشجيع فريق كولونيا. بعد المباراة، احتفلوا بالبطولة مع الضيوف، وبدأت صداقة طويلة الأمد بين جماهير الفريقين. كان هذا هو لقب كولن الثالث، والأخير حتى عام 2025.
| المركز | الفريق               | لعب | فاز | تعادل | خسر | سجل له | سجله عليه | فارق الأهداف | النقاط |
| ------ | -------------------- | --- | --- | ----- | --- | ------ | --------- | ------------ | ------ |
| 1      | كولن (البطل)         | 34  | 22  | 4     | 8   | 86     | 41        | +45          | 48     |
| 2      | بوروسيا مونشنغلادباخ | 34  | 20  | 8     | 6   | 86     | 44        | +42          | 48     |
| 11     | بوروسيا دورتموند     | 34  | 14  | 5     | 15  | 57     | 71        | –14          | 33     |

في اليوم التالي لفوز مونشنغلادباخ القياسي، أُقيل ريهاغل من منصبه كمدير فني لدورتموند. تم تعيين سيجي هيلد كبديل مؤقت له، وأصبح كارل هاينز روهل المدرب الجديد بشكل دائم.
يمكنكم تخيل مدى سعادتنا بعد أن أطلق الحكم صافرة النهاية. بعد الكارثة، عدتُ إلى المنزل مع أوتو ريهاغل، الذي كان يقيم في إيسن آنذاك. في طريق العودة، أخبرني أنه سيكون هناك مدرب جديد في اليوم التالي. كان يعلم ما سيحدث، ولم يكن حتى خطأه، لكن ريهاغل سيكون كبش فداء لحفظ ماء وجه النادي.— قائد بوروسيا دورتموند مانفريد بورغسمولر
غرم بوروسيا دورتموند جميع لاعبيه مبلغًا يتراوح بين 2،000 و2،500 مارك ألماني بسبب أدائهم المتواضع. طُرد حارس المرمى، بيتر إندرولات، إلى فريق تنس بوروسيا برلين، أحد فرق الدرجة الثانية في الدوري الألماني، وتعرض الفريق للسخرية خلال المباريات الودية لأسابيع تالية. قال حارس مرمى كولن، هارالد شوماخر، إنه "شعر بالاشمئزاز" من أداء دورتموند الضعيف، لكنه "سعيد بفوز كولن باللقب في النهاية".

## الاشتباه في التلاعب بنتيجة المباراة
اعترض بوروسيا دورتموند على اقتراحات من اللجنة الإشرافية للاتحاد الألماني لكرة القدم الألمانية: Kontrollausschuss des Deutschen Fußball-Bundes بأن المباراة قد تم التلاعب بها. وأوضح المدافع أماند ثيس أنه "في النهاية، كانت كل تسديدة هدفًا فاستسلمنا". وصرح هربرت فيمر، لاعب بوروسيا مونشنغلادباخ، والذي كان الفوز بنتيجة 12–0 أخر مباراة له في الدوري الألماني، في مقابلة أنه سعيد لأن النادي لم يفز بالدوري ذلك الموسم، لأنه كان بإمكانه أن يدعم تكهنات التلاعب بالنتائج بشكل أكبر. أجرى الاتحاد الألماني لكرة القدم تحقيقاته الخاصة وأجرى مقابلات مع لاعبي دورتموند، ووبخهم على سلوكهم غير الرياضي، لكنه اختار عدم توجيه أي اتهامات.
انتهت المباراة المقبلة بينهما في الموسم التالي، بعد أربعة أشهر في ملعب مونشنغلادباخ بوكيلبيرج ، بالتعادل 2–2.

## روابط خارجية
- Matchday line-ups على fussballdaten.de (بالألمانية)